# San Zenón kommun
San Zenón är en kommun i Colombia.   Den ligger i departementet Magdalena, i den norra delen av landet, 500 km norr om huvudstaden Bogotá. Antalet invånare är 8 904. Arean är 238 kvadratkilometer.
Terrängen i San Zenón är platt.